# Sarah Rafferty
Pour les articles homonymes, voir Rafferty.
Sarah Rafferty est une actrice américaine, née le 6 décembre 1972 à New Canaan (Connecticut). Elle est connue pour avoir incarné le rôle de Donna Paulsen dans la série télévisée Suits : Avocats sur mesure, de 2011 à 2019.

## Biographie

### Enfance et études
Sarah Rafferty grandit dans le quartier de Riverside de Greenwich, au Connecticut.
Sa mère est présidente du département d'anglais de l'école du Couvent du Sacré-Cœur, et son père, Michael Griffin Rafferty Jr., a fait carrière en finance et dans la peinture.
Elle a trois sœurs aînées, Maura, Ann et Constance.
Elle étudie à la Phillips Academy, un lycée d'Andover (Massachusetts), et en sort diplômée en 1989. Elle commence des études supérieures en anglais et en théâtre au Hamilton College, pendant lesquelles elle passe un an pour étudier le théâtre au Royaume-Uni et à l'université d'Oxford. Après avoir été diplômée avec la mention magna cum laude à Hamilton en 1993, elle suit des cours à l'université Yale, jusqu'à obtenir un Master of Arts.

### Vie privée
Elle est mariée depuis 2001 à Aleksanteri Olli-Pekka Seppälä, analyste de recherche de titres dans l'unité de gestion d'actifs de Lazard Frères & Company, à New York. Le couple se marie à l'église catholique romaine de Sainte-Marie à Greenwich, Connecticut. Ils ont deux filles, Oona Gray (née le 22 octobre 2007) et Iris Friday (née en janvier 2012),.
Sarah Rafferty est depuis longtemps une amie très proche de l'acteur Gabriel Macht, avec qui elle partage l'affiche de la série à succès Suits : Avocats sur mesure entre 2011 et 2019. Ils se sont rencontrés au Williamstown Theatre Festival de 1993.
Le 19 mai 2018, elle est présente, comme une grande partie du casting de Suits, au mariage royal du Prince Harry et de Meghan Markle, collègue et amie de travail.

## Carrière

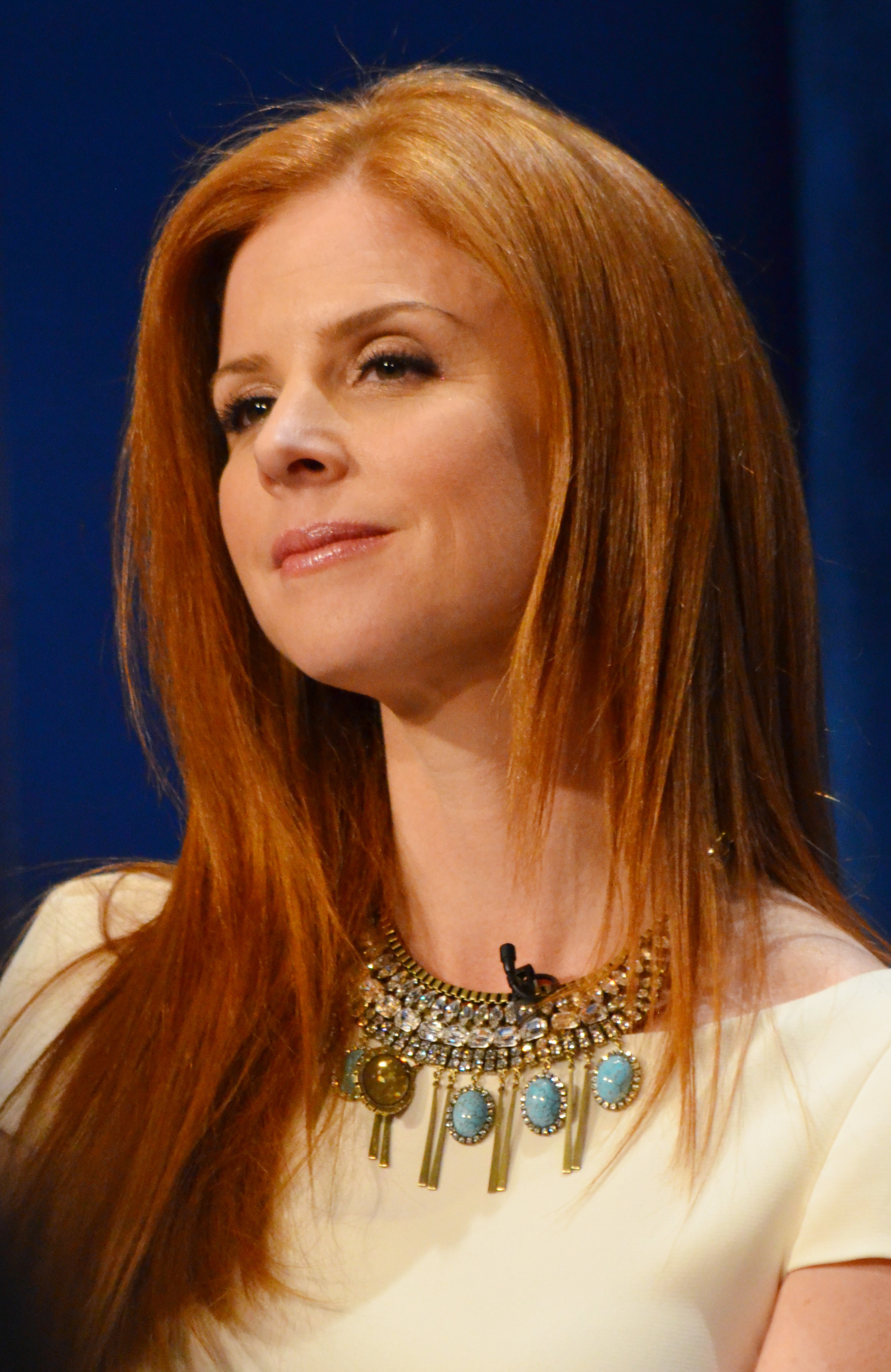
Sarah Rafferty en 2013.

En 2011, elle se fait connaître du grand public grâce à son rôle de Donna Paulsen dans la série télévisée judiciaire Suits : Avocats sur mesure aux côtés de Gabriel Macht, Patrick J. Adams, Meghan Markle, Gina Torres et Rick Hoffman, diffusée sur USA Network entre le 23 juin 2011 et le 25 septembre 2019.
En 2016, elle joue aux côtés de Sam Page dans le téléfilm Un coach pour la Saint-Valentin de Gary Harvey.
En 2020, elle joue dans le film américain Browse de Mike Testin aux côtés de Lukas Haas, Bodhi Elfman, Chloe Bridges, Jocelin Donahue et Allison Dunbar. La même année, elle est invitée dans la série télévisée médicale Grey's Anatomy.
En 2021, elle rejoint le casting récurrent de la série télévisée médicale Chicago Med de Dick Wolf au cours de la saison 7, aux côtés de Nick Gehlfuss, Brian Tee, Dominic Rains (en), Oliver Platt et Sharon Epatha Merkerson.

## Filmographie

### Cinéma
- 2000 : Mambo Café de Reuben Gonzalez : Amy.
- 2000 : Speakeasy de Brendan Murphy : l'infirmière.
- 2004 : Soccer Dog 2 : Championnat d'Europe (Soccer Dog: European Cup) de Sandy Tung : Cora Stone.
- 2006 : East Broadway de Fay Ann Lee : Sydney.
- 2009 : Four Single Fathers de Paolo Monico : Julia.
- 2011 : Small, Beautifully Moving Parts d'Annie J. Howell et Lisa Robinson : Emily.
- 2020 : Browse de Mike Testin : Claire.

### Télévision

#### Séries télévisées
- 1999 : New York, police judiciaire (Law and Order)  Jennifer Shaliga.
- 2001 : Walker, Texas Ranger : Laura Pope.
- 2002 : New York 911 : Kelly.
- 2002 : Les Experts : Miami (CSI : Miami) : Melissa Starr.
- 2002 : Washington Police : Sally.
- 2003 : FBI : Portés disparus (Without a Trace) : Dr Patty Morrison.
- 2003 : Six Feet Under : Rachel Mortimer.
- 2003 : The Practice : Donnell et Associés (The Practice) : Judy Wilson.
- 2003 : Tremors : Dr Casey Matthews.
- 2003 : Good Morning, Miami : Lila.
- 2004 : Les Experts (CSI : Crime Scene Investigation) : Terry Minden.
- 2004 : Charmed : Carol.
- 2004 : Second Time Around (en) : Daphne Fitzgerald.
- 2004 : Touche pas à mes filles (8 Simple Rules) : Danielle.
- 2006 : Pepper Dennis : Callie.
- 2007 : Femmes de footballeurs (Footballers' Wives) : Kelly Cooper.
- 2008 : Samantha qui ? (Samantha Who ?) : Kayla Kaminski.
- 2009 : New York, section criminelle (Law and Order : Criminal Intent) : Sandra Dunbar / Sandra O'Bannon.
- 2009 : Numb3rs : Margo.
- 2009 : Bones : Katie Selnick.
- 2010 : Brothers & Sisters : Gloria Pierson-Davenport.
- 2011 - 2019 : Suits : Avocats sur mesure (Suits) : Donna Paulsen.
- 2020 : Grey’s Anatomy : Suzanne Britland.
- 2021 - présent : Chicago Med : Dr Pamela Blake.
- 2023 : Ma vie avec les Walter Boys : Catherine Walter.

#### Téléfilms
- 2007 : Des fleurs en hiver (What If God Were the Sun ?) de Stephen Tolkin : Rachel.
- 2016 : Un coach pour la Saint Valentin (All Things Valentine) de Gary Harvey : Avery.